# 布尔戈斯主教座堂
布爾戈斯主教座堂（西班牙語：Catedral de Burgos）是一座哥特式的羅馬天主教布爾戈斯總教區主教座堂，位於西班牙北部城市布爾戈斯，供奉聖母，以規模龐大和獨特的建築而聞名。

## 簡介
它的建設始於1221年，9年後投入使用，不過建造工程斷斷續續長達200年之久，直到1567年才完成尖塔部分建築。它主要受到法國哥特式風格的影響。1984年10月31日，這座教堂被聯合國教科文組織列為世界遺產。
這是西班牙唯一一座單獨列為世界遺產的教堂，其他教堂都是作為該市歷史中心的一部分而被列入，如在薩拉曼卡新主教座堂、聖地亞哥德孔波斯特拉主教座堂、阿維拉主教座堂、科爾多瓦主教座堂、托萊多主教座堂、埃納雷斯堡或昆卡主教座堂；或者與其他建築一同登錄，如塞維利亞主教座堂。

## 相片集

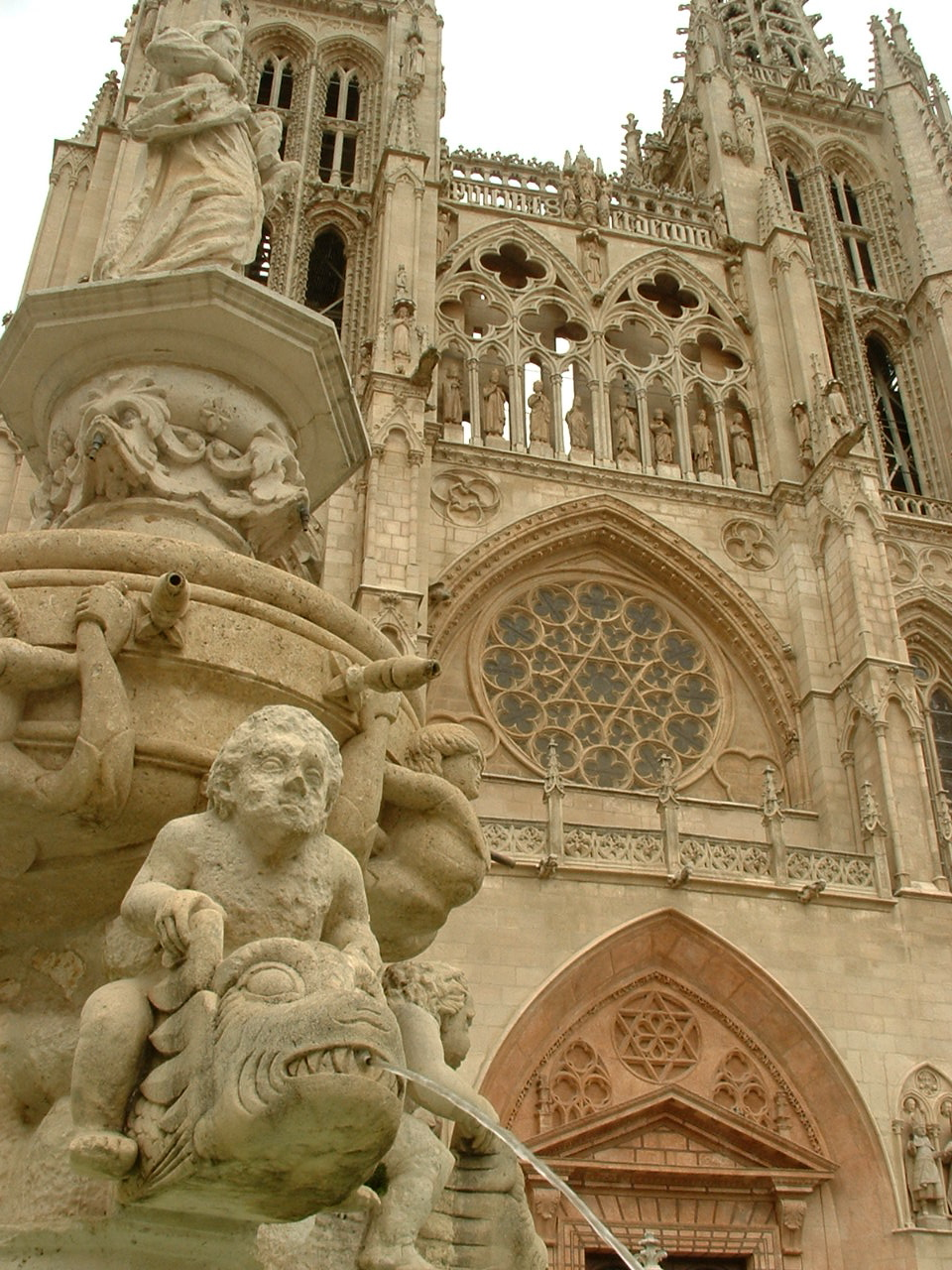
立面
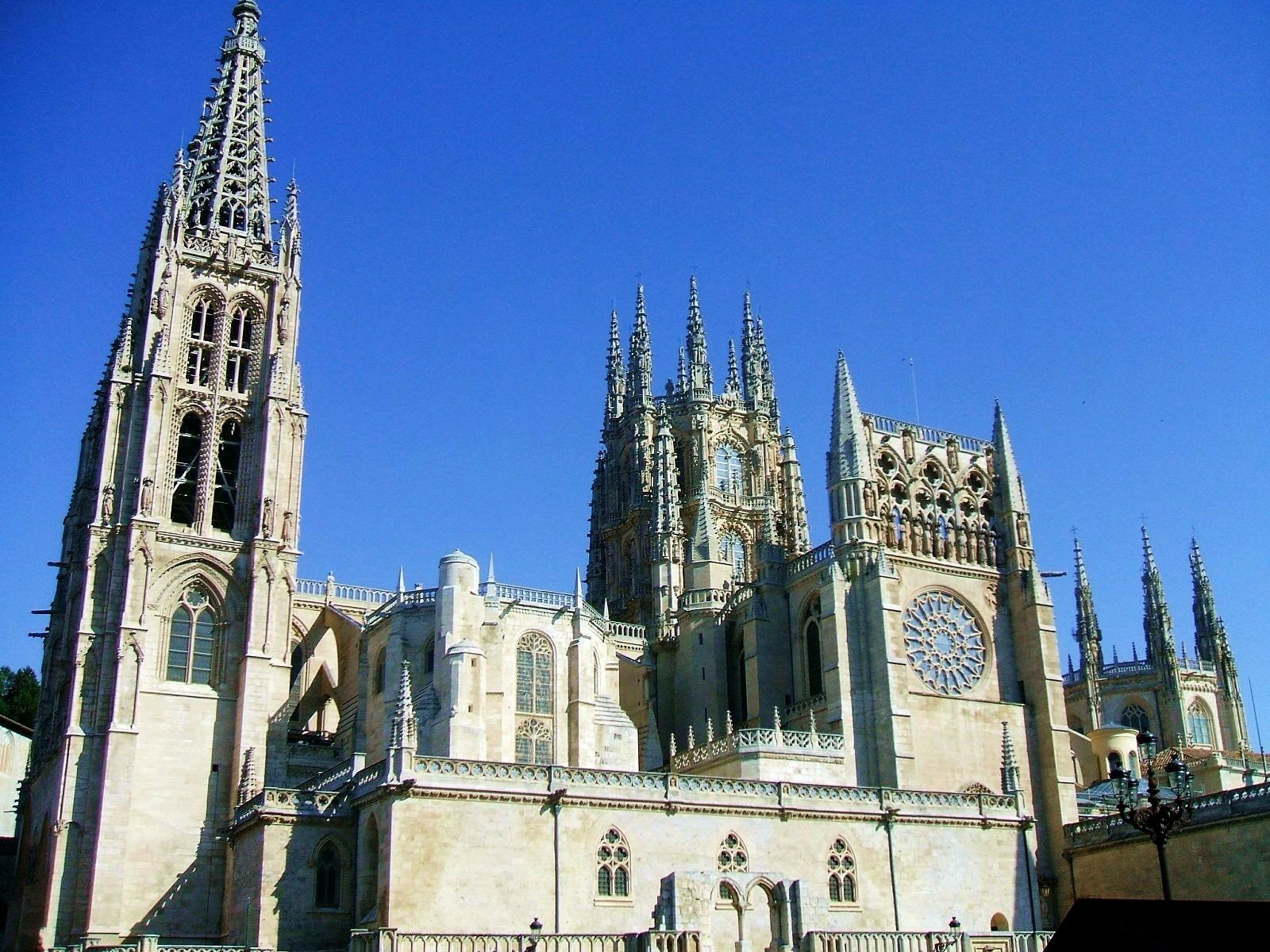
南侧
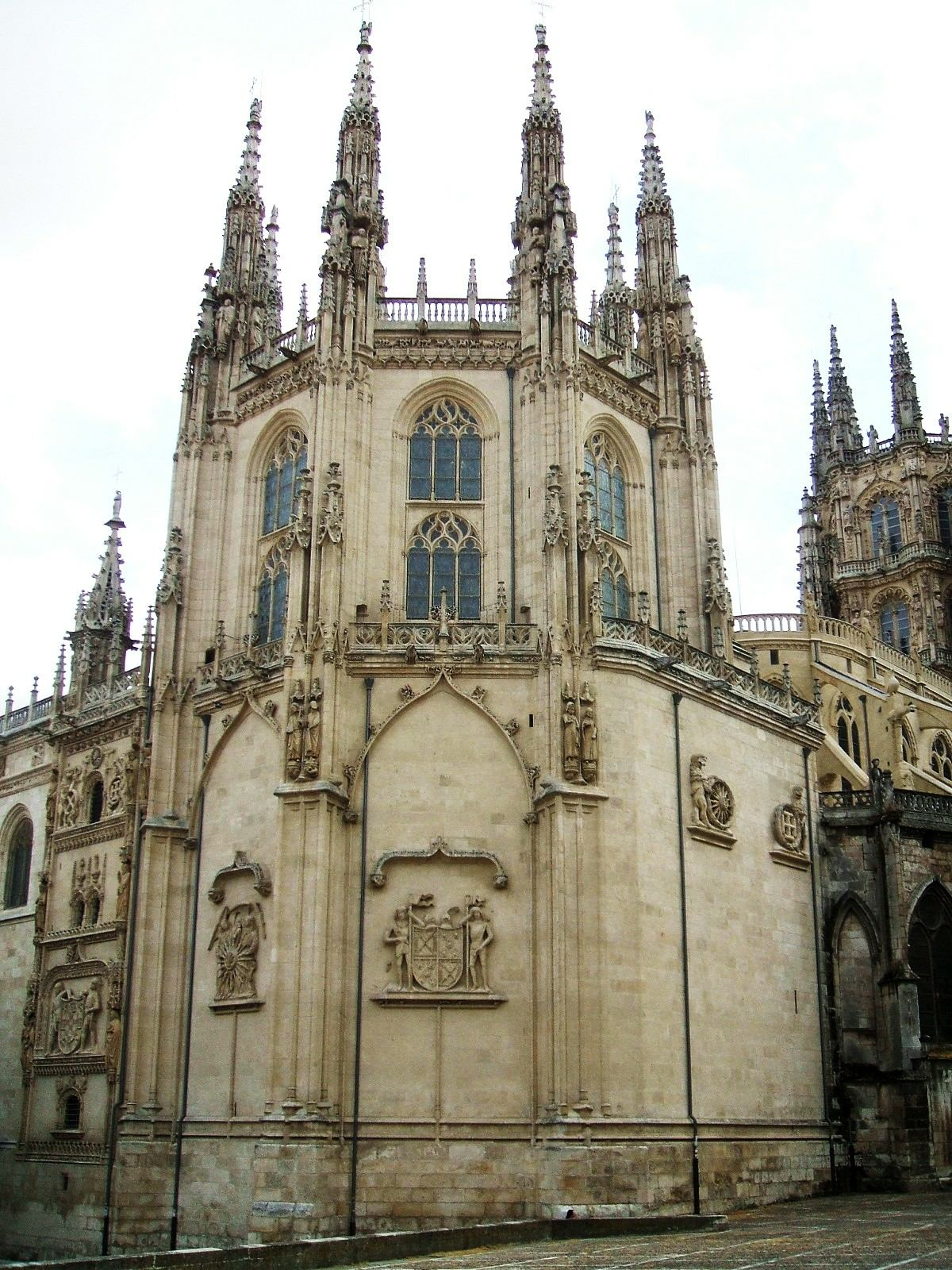
Condestable chapel.
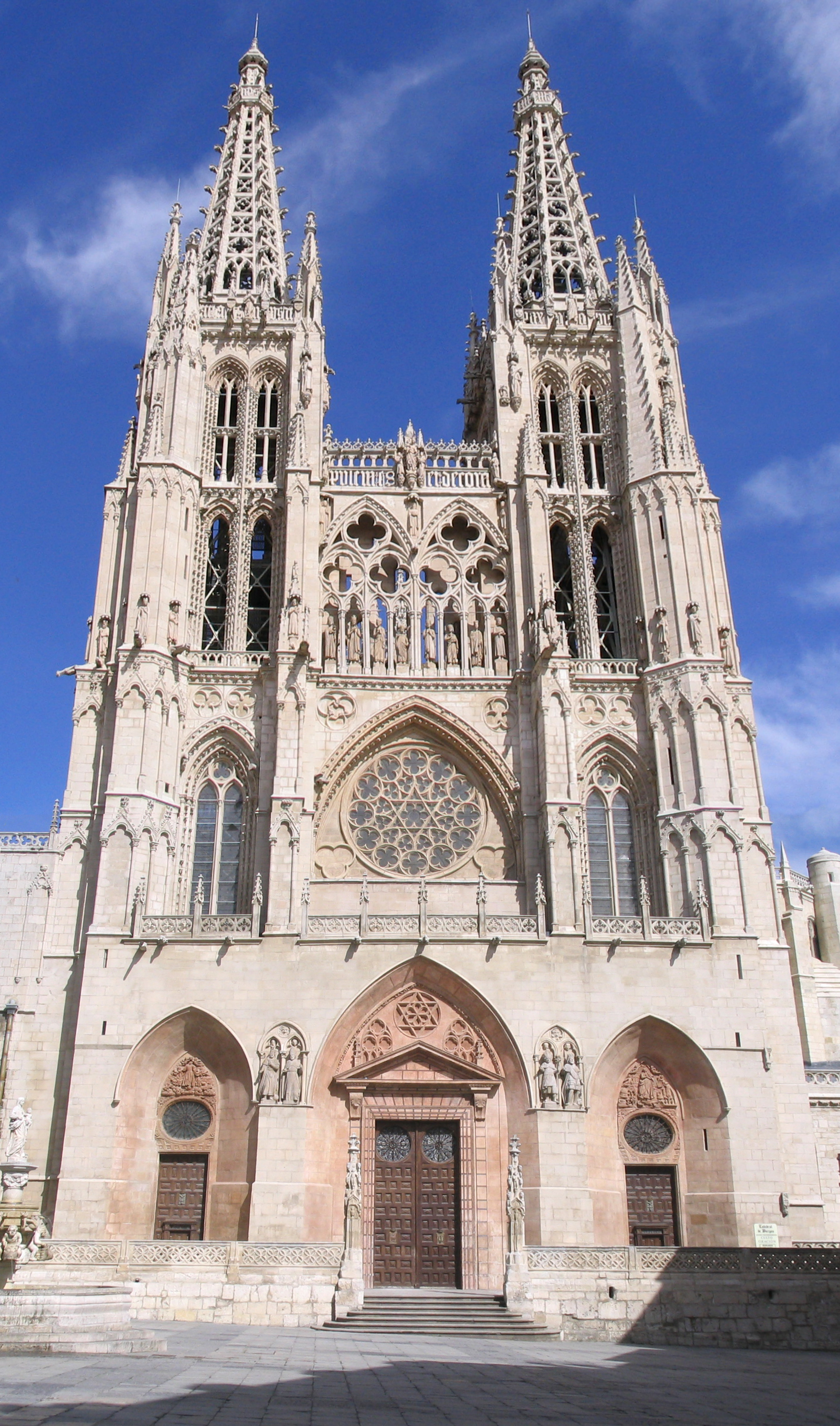
西立面
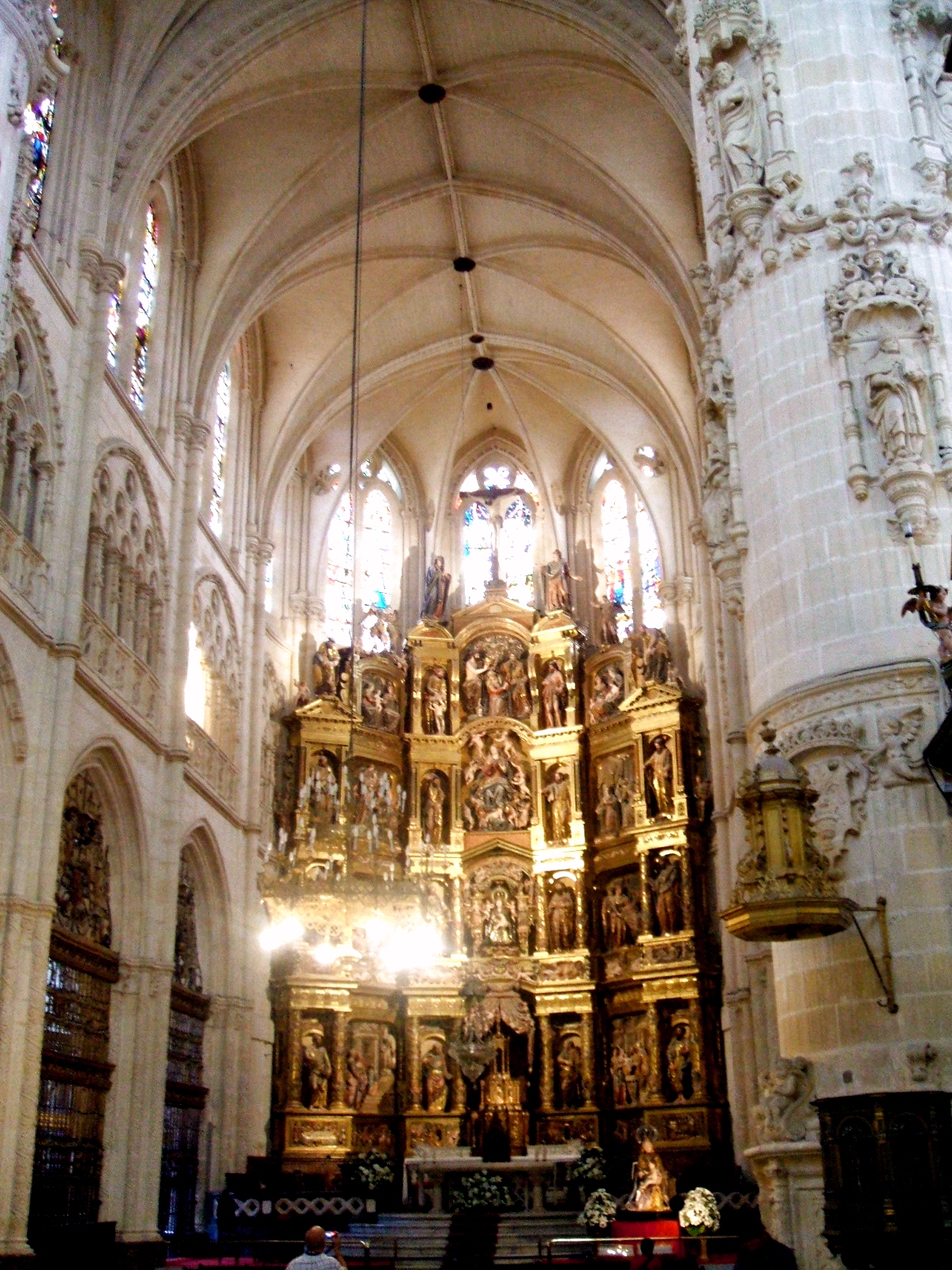
Mayor chapel
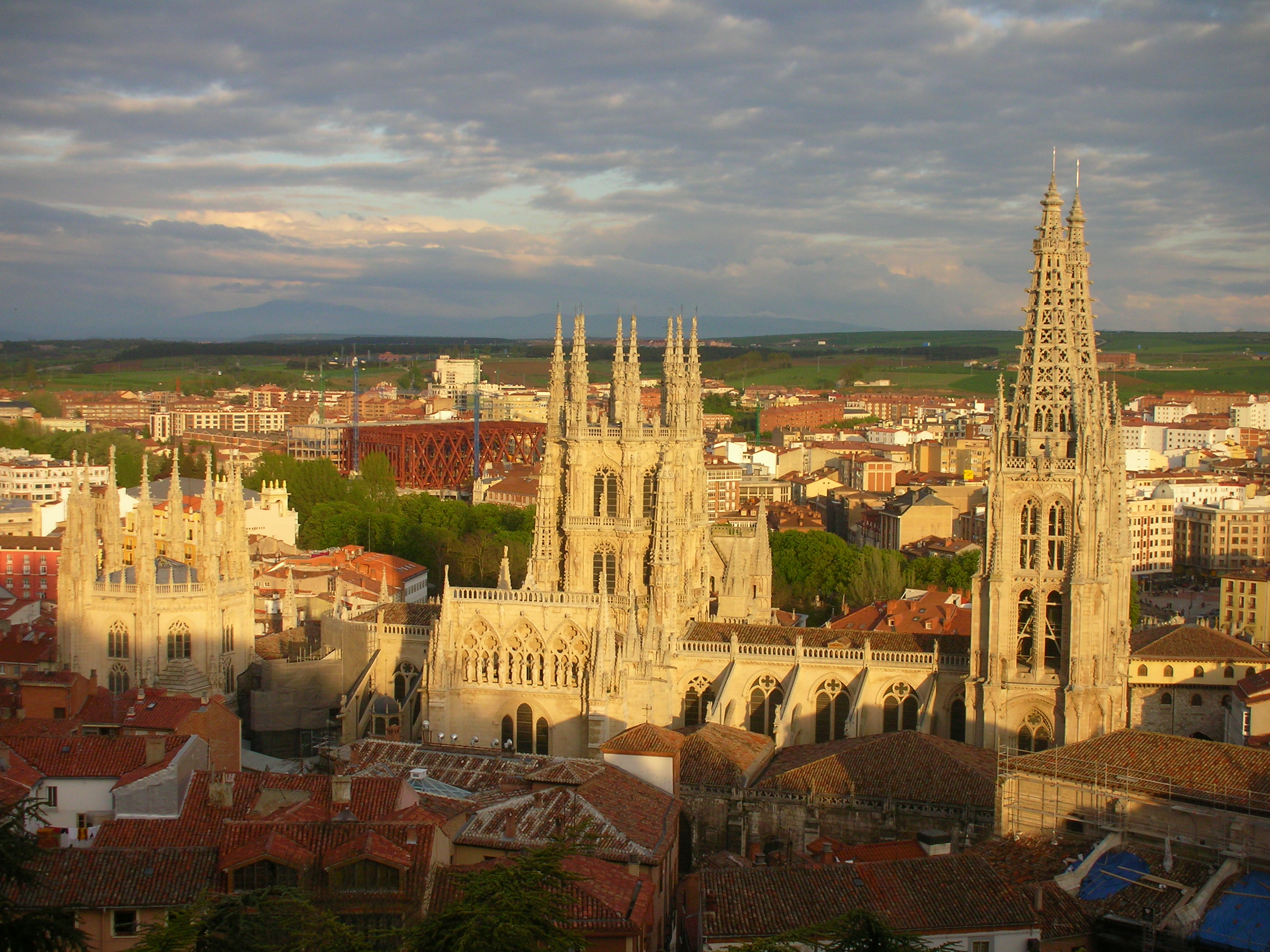